# Cristianismo esotérico

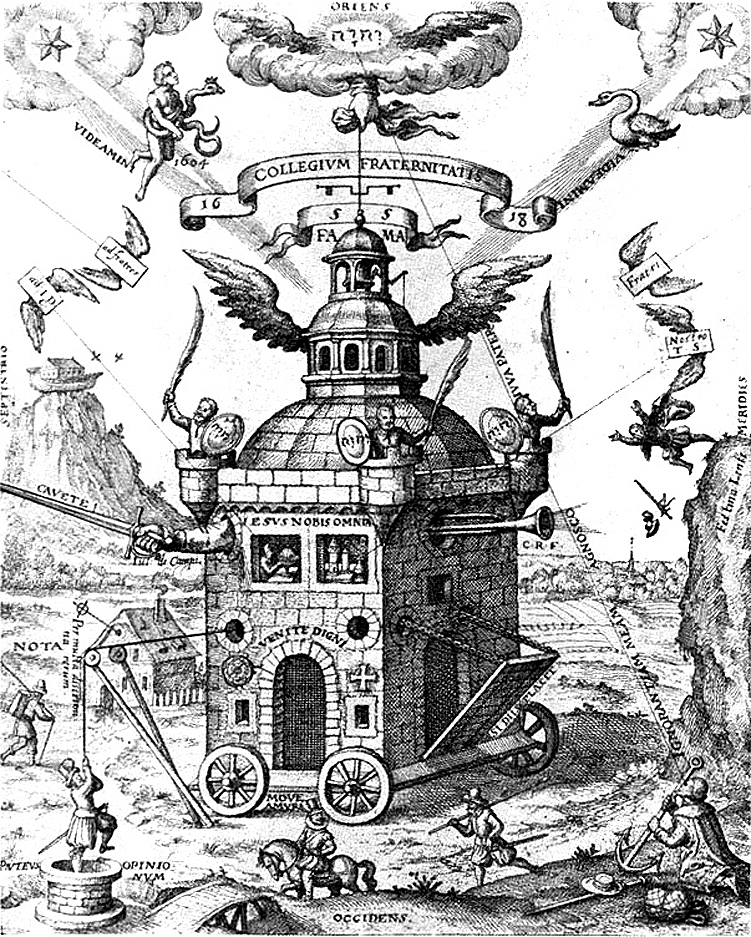
O Templo da Rosa Cruz, Teophilus Schweighardt Constantiens, 1618.

O cristianismo esotérico é a dimensão da tradição cristã que se ocupa do campo dos mistérios, da antiga sabedoria e de métodos de realização espiritual destinados àqueles com vocação para aprofundar sua fé. Historicamente, esta dimensão esotérica ortodoxa, que não se afastou dos princípios e diretrizes fundamentais da tradição cristã, manifestou-se em confrarias como a dos Cavaleiros Templários (séculos XII a XIV), dos "Amigos de Deus" (Der Gottesfreund, séculos XIV a XVI) e Fedeli D'Amore (séculos XIII a XV).
Trata-se de um segmento minoritário, uma vez que não se dirige às massas nem faz proselitismo, e não é estruturado em igrejas, apesar de a maioria dessas correntes possuírem cerimônias e rituais particulares, além daqueles que compartilham com a tradição cristã em geral. A esta dimensão esotérica do Cristianismo pertencem escolas como as citadas acima, que foram lideradas, respectivamente, pelas carismáticas figuras de São Bernardo de Claraval (Templários), Mestre Eckhart (Der Gottesfreund) e Dante Alighieri (Fedeli D'Amore).

## História

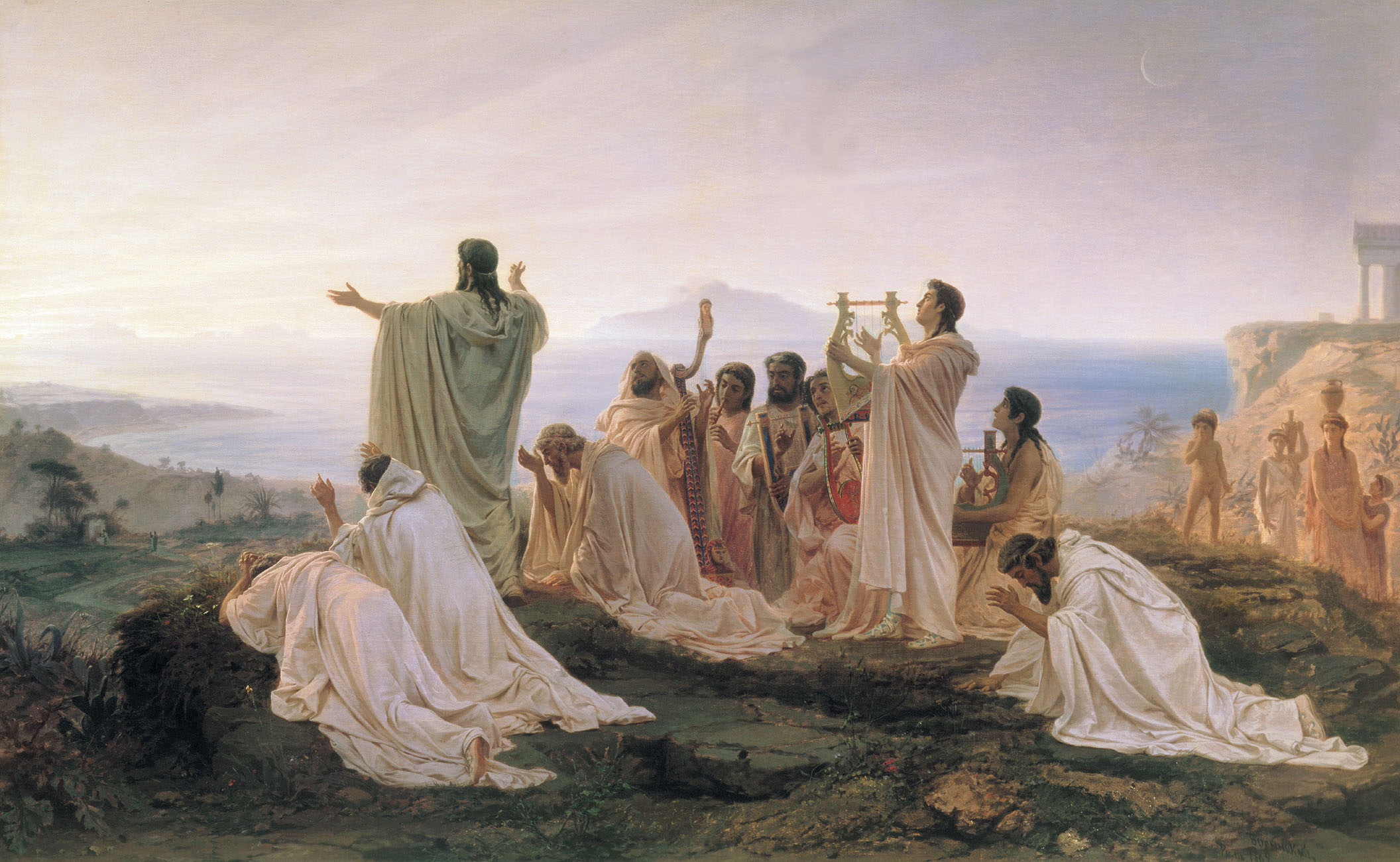
O misticismo grego influenciou muitos teólogos da igreja primitiva, como Clemente de Alexandria e Orígenes

Alguns estudiosos modernos acreditam que nos estágios iniciais do cristianismo proto-ortodoxo, um núcleo de ensinamentos orais foi herdado do judaísmo palestino e helenístico. No século IV acreditava-se que formava a base de uma tradição oral secreta que veio a ser chamada de disciplina arcani. Os teólogos tradicionais, no entanto, acreditam que ele continha apenas detalhes litúrgicos e certas outras tradições que permanecem como parte de alguns ramos do cristianismo convencional.
Algumas correntes, como os Fedeli d'Amore, organização esotérica cristã liderada por Dante Alighieri na Idade Média, sustentaram as teses tradicionais cristãs acerca dos mundos post-mortem, como as três moradas do Paraíso, do Purgatório e do Inferno. Outras tendências advogam que se trata de "símbolos", ou, pelo menos, que não sejam eternos. Cada pessoa paga por aquilo que praticou, na exata proporção. A todos é concedida a oportunidade de reencarnação, para o aperfeiçoamento do caráter; e a salvação será dada a toda a humanidade - alguns em mais tempo, outros em menos tempo.[carece de fontes?]
Em algumas escolas cristãs esotéricas não existem sacerdotes na hierarquia outras não têm simplesmente hierarquia entre "irmãos". Algumas escolas geralmente se compõem de um ou mais instrutores, mas que não ministram qualquer tipo de sacramento. O único sacramento reconhecido é a chamada iniciação, que pode não ocorrer dentro das escolas, mas, segundo afirmam os cristãos esoteristas, é um processo de ordem espiritual.[carece de fontes?]
Algumas escolas sustentam que existem nove iniciações[carece de fontes?] menores e quatro iniciações maiores, a Hílica, a Psíquica, a Pneumática e a Gnóstica. Cada nível de iniciação corresponde a um nível de identidade própria e a um elemento e uma descrição gnóstica diferente. Em O Livro do Grande Logos, Jesus oferece aos seus discípulos "os mistérios dos três batismos por água, ar e fogo. O batismo pela água simboliza a transformação da pessoa hílica, que se identifica exclusivamente com o corpo, num iniciado psíquico que se identifica com a personalidade ou a psique. O batismo pelo ar simboliza a transformação do iniciado psíquico num iniciado pneumático que se identifica com o Eu superior. O batismo pelo fogo representa a iniciação final que revela ao iniciado pneumático a sua verdadeira identidade como o Daemon Universal, o Logos, o Cristo em si. 
Segundo alguns, nas iniciações maiores o homem adquire o poder da magia, tendo, entre outras faculdades, a de falar todos os idiomas como se fosse nativo e constituir um corpo físico sem passar pelo processo de gestação. Nem todas as iniciações aconteceriam numa mesma encarnação, sendo que poderia haver crianças "excepcionais", de inteligência muito acima da média, que já teria sido iniciada em vidas anteriores.[carece de fontes?]

## Conversão
Não há proselitismo religioso dentro do cristianismo esotérico. Os membros das escolas cristãs esotéricas, tal como os membros das outras vertentes religiosas esotéricas, entendem que todas as religiões são provenientes de Deus, que as teria apresentado conforme as necessidades espirituais e o nível de evolução de cada povo. Alguns sustentem que o cristianismo é a religião preparada para os mais avançados da humanidade, na escala de evolução espiritual; outros argumentam que isso é um etnocentrismo sem qualquer fundamento. Também não existem impedimentos àqueles que desejarem se converter, desde que a conversão seja por livre e espontânea vontade. Não há juramentos especiais e os convertidos podem livremente manter contato com suas religiões de origem.

## Notas históricas

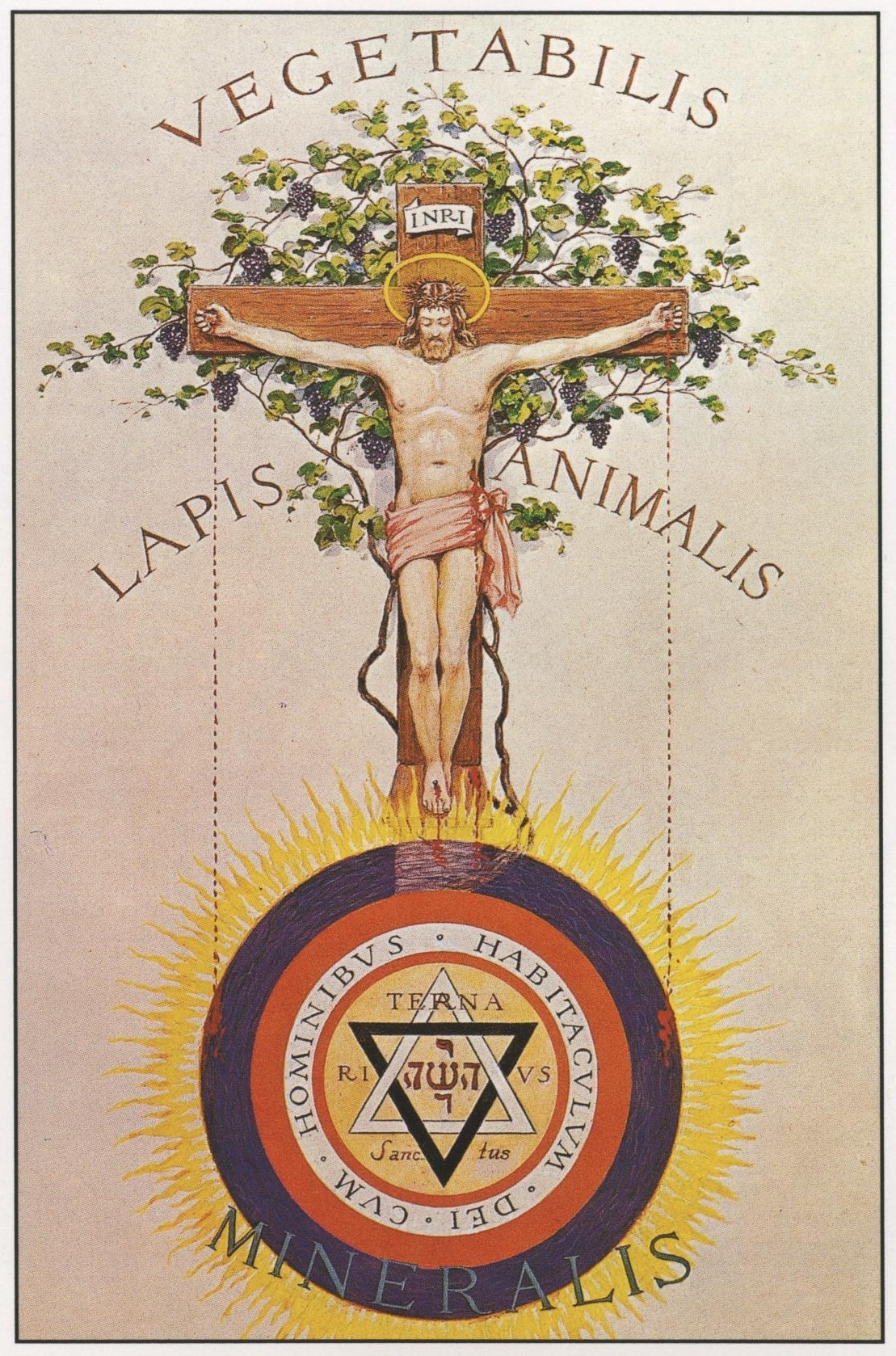
Uma crucificação rosacruz